# Eva Jílková-Nonfriedová
Eva Jílková-Nonfriedová (22. června 1923 Praha – ?) byla česká spisovatelka, básnířka, překladatelka a publicistka.

## Životopis
Eva Jílková-Nonfriedová vystudovala v Praze klasické gymnázium – maturovala roku 1941. Roku 1943 se provdala, s rodinou se postupně přestěhovala do Litoměřic, Loun a Rakovníka. Roku 1953 byla z politických důvodů zatčena a odsouzena na 2 roky do vězení. Po 16 měsících strávených v Jáchymové, Ruzyni a Pankráci byla jako matka nezletilých dětí amnestována.
Po rozvodu roku 1960 se vrátila do Prahy, kde pracovala jako úřednice, redaktorka v SNDK a jako spisovatelka a publicistka v Českém rozhlasu. Do důchodu odešla roku 1987. Je známa jako lyrická básnířka, autorka pohádek a veršů pro děti, překladatelka dětské literatury z polštiny, němčiny a ruštiny.

## Dílo

### Básně
- Májové ráno – Kolín: Eva Nonfriedová, 1940
- Pohled do ženina srdce – Pelhřimov: E. Šprongl, 1940
- Maryša zpívá: nová kniha poesie české básnířky – Praha: Edice mladých národních autorů (Vladislav E. Coufal), 1941
- Pozdrav Hané – grafická úprava O. Elbl. Brno: Joža Jícha, 1941
- Na konci cesty kříž: verše 1941–1942 – Praha: Edice mladých národních autorů (Vladislav E. Coufal), 1942
- Polní růžičky – František Branislav, Karel Beneš, Jana Štroblová, Eva Jílková. Praha: SNDK, 1966

### Próza
- Boháč a noc – ilustroval Jan Kudláček. Praha: SNDK, 1963
- Dědictví z Lichtensteinu – Praha: Mladá fronta, 1964
- Kotě, hvězda a květovaný polštář – [barevně] ilustrovala Táňa Šandová. Praha: Mladá fronta, 1967
- Bavlníkový květ – [barevně] ilustroval Vladimír Jiránek. Praha: Orbis, 1976

### Překlady
- Tři opičky: japonská lidová pohádka – ilustrovala Ingeborg Meyer-Rey. Berlin: Lucie Groszer, 1976
- Cesta do neznáma – Adam Bahdaj; ilustrovala Maria Mackiewicz. Warszawa: Nasza Księgarnia, 1977
- Pohádky matky Husy – ilustroval Ádám Würtz; vybral István Tótfalusi; do němčiny z anglických originálů přeložil Heinz Kahlau. Budapest: Corvina, 1977
- -a čáp klap loví žáby: obrázková knížka – Manfred Weinert a E. Gürtzig. Berlin: Kinderbuchverlag, 1977
- Pichulkovo lesní divadlo: příhody kmotra lišáka a paničky straky, Pichulky, Ušáka, Čiperky i ostatních lesních zvířátek – Nils Werner; ilustroval R. Grube-Heinecke. Berlin: Junge Welt, 1977
- Pohádkový trh: šest příběhů z tlusté pohádkové knihy mistra Jehličky – ilustrovala Erika Kleinová. Berlin: Junge Welt, 1977
- Veselé léto – Helena Bechlerowa; ilustrace Hanna Czajkowska. Warszawa: Nasza Księgarnia, 1978
- Lvi přicházejí – Götz Rudolf Richter; ilustroval Miroslav Váša. Praha: Albatros, 1978
- Nejvyšší hora – Mieczyslawa Buczkówna; ilustrovala J. Sigmundová. Praha: Lidové nakladatelství, 1980
- Rytíř, smrt a ďábel: Život Albrechta Dürera, jak ho viděl a sepsal... – Gotthold Gloger. Praha: Albatros, 1981
- Dívka s oslíkem – Werner Steinberg; ilustroval Jiří Petráček. Praha: Lidové nakladatelství, 1982
- Tři Stanislavové – Vera Ferra-Mikurová; ilustroval Jan Černý. Praha: Albatros, 1983
- Kluk s jantarovýma očima – Aleksander Minkowski; ilustrovala Olga Pavalová. Praha: Albatros, 1983
- Kouzelné zrcadlo: Estonská pohádka – Juhan Kunder; ilustracje Piret Nünepuu. Tallinn: Periodika, 1986
- Ať to táta udělá jak chce, vždycky je to správné – Hans Christian Andersen; [ilustrace Gisela Röderová. Niederwiesa: Nitzsche, 1988
- Ten pravý pro mámu – Gloria Rosenová. Praha: Ivo Železný, 1992
- Zvony starého opatství – Irena von Velden; grafická úprava Karel Kárász. Praha: Ivo Železný, 1992
- Život je krásný – Claudia ter Möhlenová, Praha: Ivo Železný, 1993